# Erich-Ohser-Haus

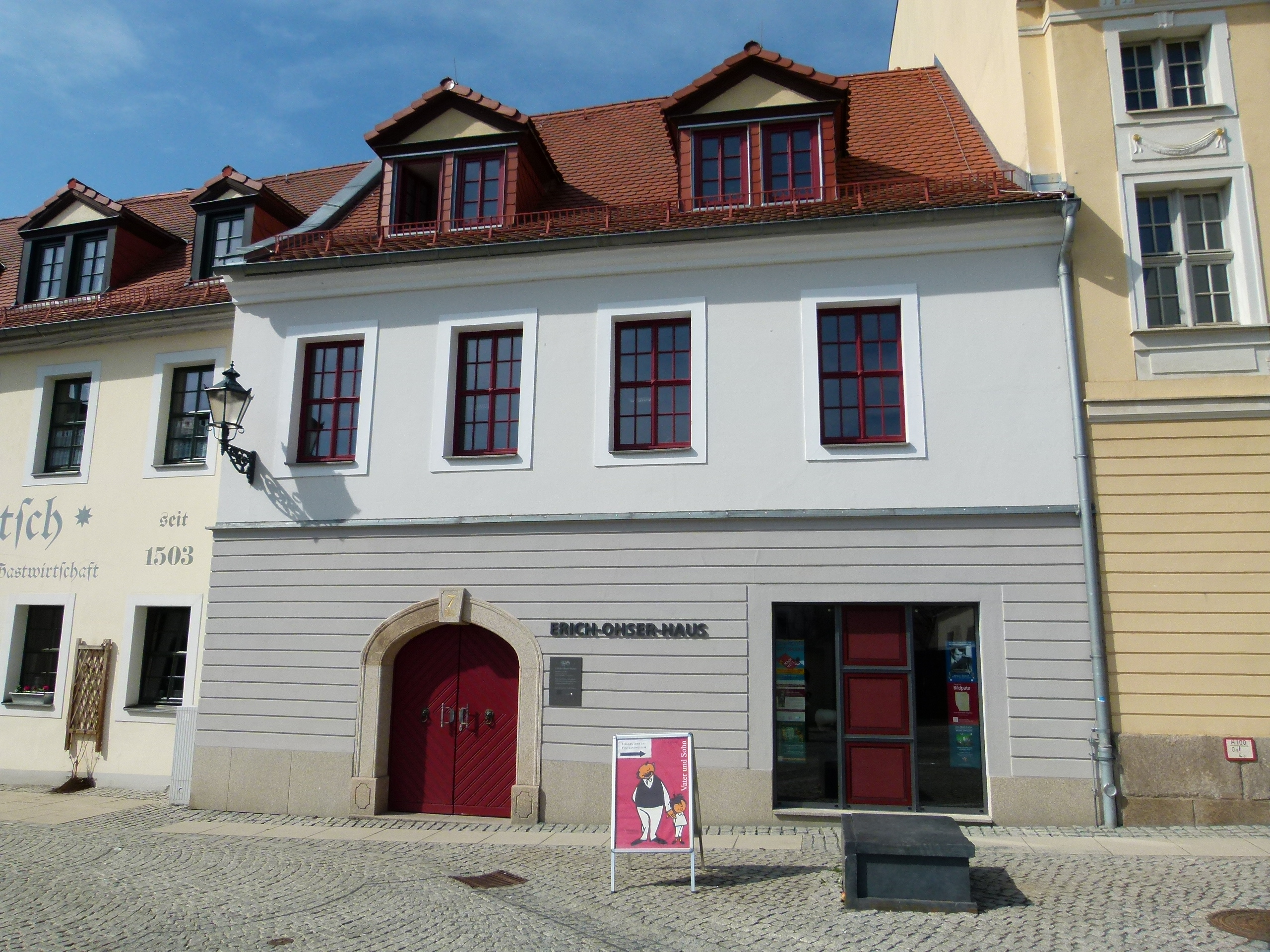
Das Erich-Ohser-Haus in der Nobelstraße 7

Im Erich-Ohser-Haus in der Nobelstraße 7, Plauen, werden das Leben und die Werke des durch die Cartoons Vater und Sohn bekannten Künstlers Erich Ohser mit dem Pseudonym e.o.plauen dokumentiert. Es befindet sich neben dem Vogtlandmuseum.
Vor dem Haus steht seit 2010 das Vater-und-Sohn-Denkmal des Bildhauers Erik Seidel. Der frühere Standort war in der Bahnhofstraße.